# Isidro Díaz de Mera Escuderos
Isidro Díaz de Mera Escuderos (Daimiel, Ciudad Real, España, 24 de agosto de 1989) es un árbitro de fútbol español de la Primera División de España. Pertenece al Comité de Árbitros de Castilla-La Mancha.

## Trayectoria
Al término de la temporada 2019/20 se oficializa su ascenso a la Primera División de España.

## Temporadas
| Categoría            | País   | Año       | Partidos |
| -------------------- | ------ | --------- | -------- |
| Segunda División "B" | España | 2014-2016 | 27       |
| Segunda División     | España | 2016-2020 | 83       |
| Primera División     | España | 2020-     |          |